# Stogniew (województwo wielkopolskie)
Stogniew – osada w Polsce położona w województwie wielkopolskim, w powiecie kępińskim, w gminie Łęka Opatowska. Miejscowość wchodzi w skład sołectwa Kuźnica Słupska.
W latach 1975–1998 miejscowość należała administracyjnie do województwa kaliskiego.